# Мичије
Мичије су насељено мјесто на подручју града Градишка, Република Српска, БиХ. Према попису становништва из 1991. у насељу је живјело 389 становника.

## Становништво
| Националност       | 1991.        |
| Хрвати             | 358 (92,03%) |
| Срби               | 4 (1,03%)    |
| Југословени        | 14 (3,60%)   |
| остали и непознато | 13 (3,34%)   |
| Укупно             | 389          |

| Демографија | Демографија | Демографија |
| Година      | Становника  | Становника  |
| ----------- | ----------- | ----------- |
| 1961.       | 586         |             |
| 1971.       | 564         |             |
| 1981.       | 452         |             |
| 1991.       | 389         |             |
| 2013.       | 41          |             |